# Čvirigovec
Čvirigovec je hora v Strážovských vrších s nadmořskou výškou 480,6 m n. m.

## Poloha
Vrch leží nad městem Trenčianské Teplice, v geomorfologickému části Teplická vrchovina.

## Přístup
Přes vrchol vede  turistická značená trasa číslo 8121

## Historie
Okolí vrchu obýval lid púchovské kultury.